# Vall d’Alba

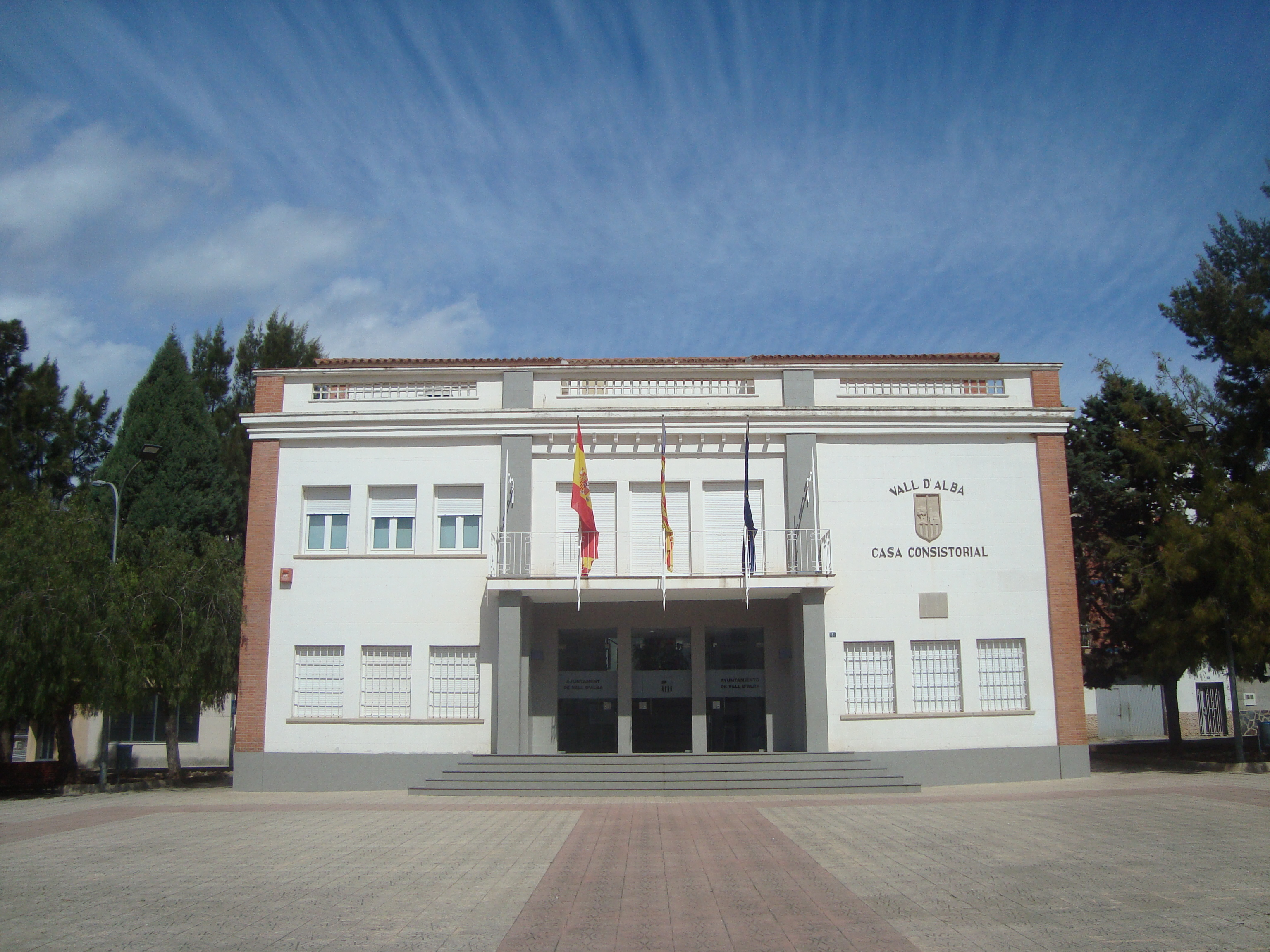
La Vall d'Alba (Castellón)

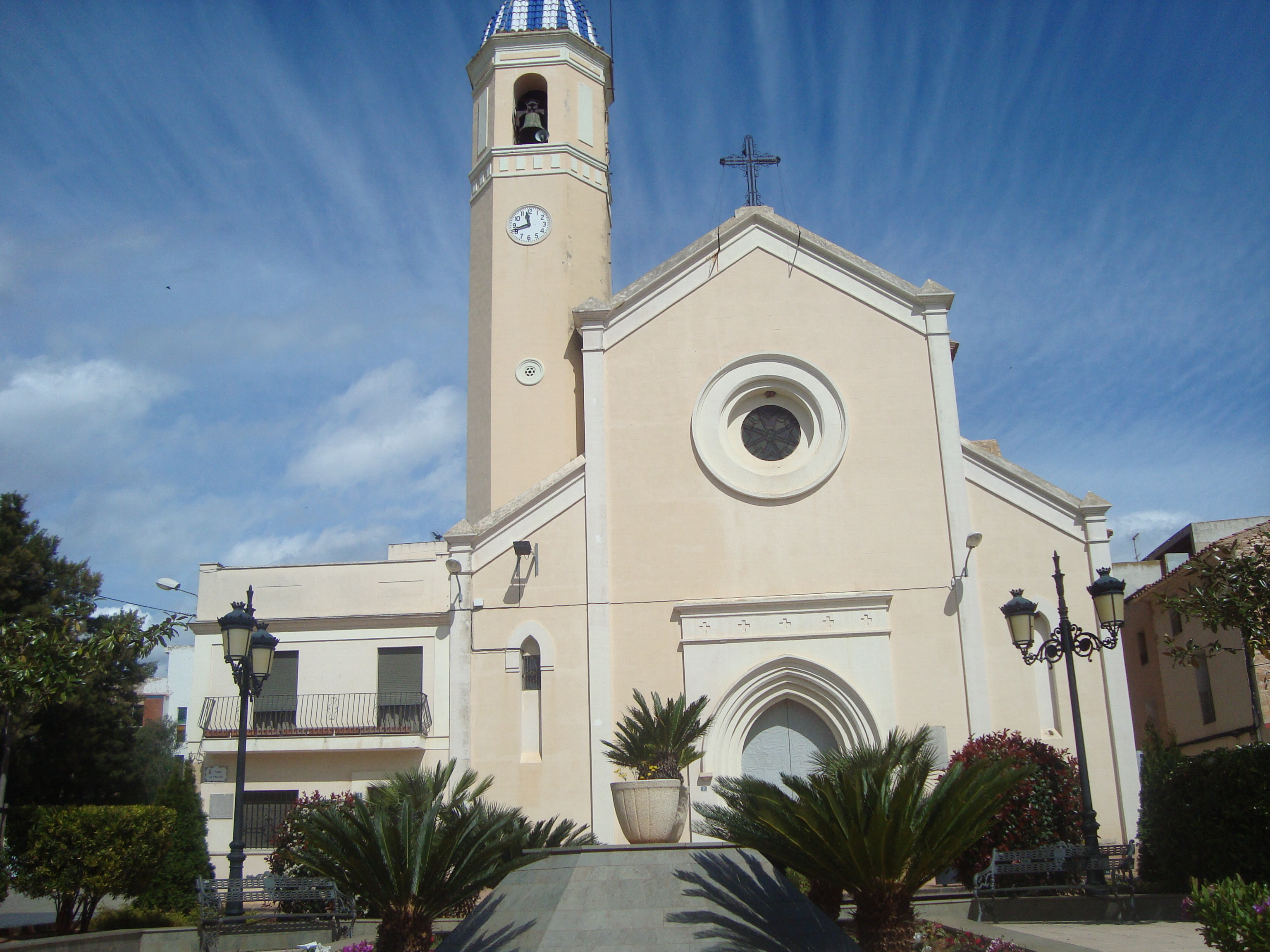
Parish Church of San Juan Bautista (La Vall d'Alba)

Vall d’Alba település Spanyolországban, Castellón tartományban. Vall d’Alba Benlloch, Cabanes, La Serra d'en Galceran, Les Useres és Vilafamés községekkel határos. Lakosainak száma 3103 fő (2024).

## Népesség
A település népessége az elmúlt években az alábbi módon változott:
| Lakosok száma | 1996 | 2045 | 2438 | 2951 | 3036 | 2873 | 2809 | 2807 | 2943 | 3103 |
|               | 2001 | 2004 | 2006 | 2009 | 2011 | 2014 | 2016 | 2019 | 2021 | 2024 |

## További információk

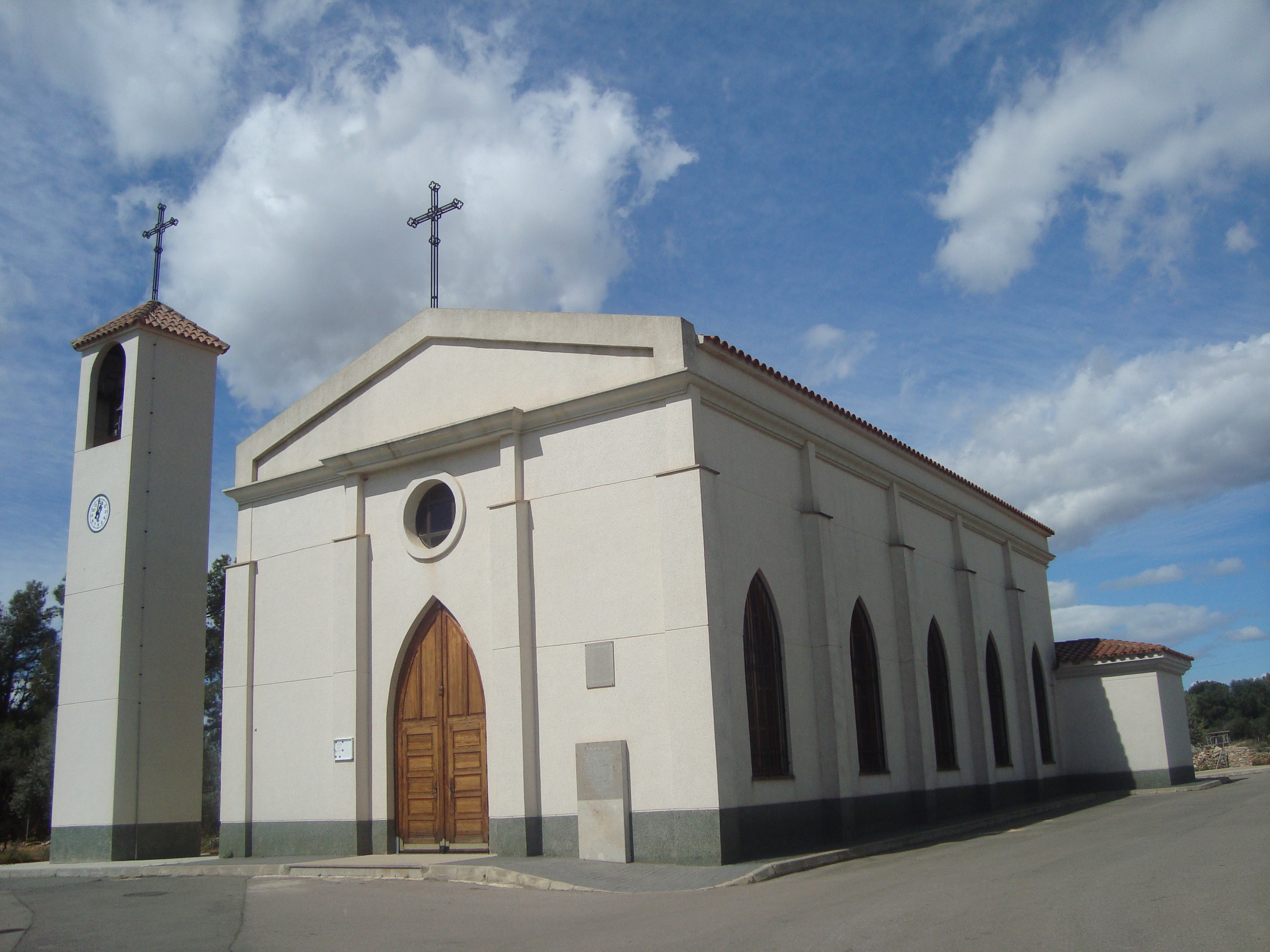
La Pelejaneta (Vall d'Alba, Castellón)